# 劉弘 (晉朝)
劉弘（236年—306年），字叔和，一作和季。沛国相(今安徽濉溪）人。西晋官员，官至車騎將軍、都督荊州諸軍事、荊州刺史，在任內消滅了張昌叛亂和防止陳敏進襲荊州，在其治下讓荊州在北方紛擾中相對維持安定。

## 生平
劉弘父祖都在漢末曹操及曹魏任官，而他自己都有才幹和謀略，有處理政事的才幹。年輕時家住洛陽，他與司馬炎同年，亦同住在永安里，故此二人都一同學習。後來，司馬炎篡魏，登位為帝，劉弘就憑著舊日恩情而當上太子門大夫，轉太子率更令，終當上太宰長史。劉弘得張華器重，並讓他當上寧朔將軍、假節、監幽州諸軍事，領烏丸校尉。在幽州劉弘對人甚有威信及恩德，故盜匪都不在境內出沒，當地人都稱許他。朝廷嘉許他的功動，封宣城公。

### 出平荊州
太安二年（303年），張昌在荊州起事，朝廷以劉弘為使持節、南蠻校尉、荊州刺史，鎮宛，率領前將軍趙驤等討伐張昌。劉弘軍自方城攻至宛及新野，兵鋒所向都能成功平定當地變亂。同年，都督荊州諸軍事新野王司馬歆在討伐張昌時戰死，朝廷就進劉弘為鎮南將軍，加都督荊州諸軍事，主導討伐戰事。劉弘以南蠻長史陶侃為大督護，參軍蒯恆當義軍都護及牙門將皮初當都戰帥，領兵進兵襄陽。當時張昌圍攻宛，擊敗了趙驤，逼使劉弘退守梁，但陶侃等軍卻在隨後連連報捷，前後殺了萬多人；其中陶侃在竟陵與張昌苦戰數日後大敗對方，降服了數以萬計的張昌部眾。張昌見此逃走到下儁山，荊州亂事平息。在劉弘敗退至梁時，范陽王司馬虓派了長水校尉張奕代領荊州，而劉弘隨著張昌被平定而進至治所江陵，張奕卻不肯將荊州交予劉弘，反出兵抵抗。劉弘於是出兵討伐張奕，將他殺死。劉弘及後上奏朝廷解釋討殺張奕的原委，亦得朝廷下詔安撫及表示支持。次年（304年），張昌被捕處死，劉弘將之傳首京師。

### 荊州良政
劉弘眼見荊州很多郡縣守宰職位都懸空，於是請求朝廷補選官員，得允後就依據人們的功勳及德行捕授官員，很得議論者稱許。劉弘在上表中舉薦了一系列的人物擔尚荊州中郡守及縣令，其中包括參與討平張昌的皮初。朝廷答詔中依從了劉弘的所有推薦，惟以襄陽郡的名氣，拒絕了皮初任襄陽太守的推薦，改以劉弘女婿夏侯陟擔當。劉弘卻和屬下說：「統領天下的人，應當和天下同心；治理一國的人，就應當信任整個國家。若果肯定要姻親才可以任用，荊州有十郡，難道要有十個女婿才可以治理荊州！」於是表稱「夏侯陟是姻親，昔日制度上姻親間不能相統領。而皮初的功勳應當得到報酬。」朝廷遂順從他的推薦。
劉弘又在荊州鼓勵農事及養蠶，寛大處刑並減省租賦，遂令公私豐足，百姓愛戴。劉弘又廢止峴方二山禁止百姓前往捕魚的舊令。其時益州刺史羅尚屢遭成漢主李雄所敗，被逼棄守治所成都，並派使者到荊州告急，請求運糧。當時州府僚佐認為路途遙遠，人手不足下只建議從零陵郡運五千斛米到益州；不過劉弘為給了羅尚讓他穩住形勢，荊州就無西顧之憂，決定從零陵郡運三萬斛米出援益州，羅尚隨後亦果然得以移鎮巴郡，穩住情勢。劉弘又以荊州聚集了十多萬戶避亂流民，並因他們貧乏而多淪為盜賊，於是分將田地、種子和食物分配給他們讓他們得以自足，又從他們中選取賢德有才之士擔任官職。
朝廷追論他討平張昌之功，打算封他的次子為縣侯，但劉疏堅決辭讓。後又進侍中、鎮南大將軍、開府儀同三司。
永興元年（304年）十一月，河間王司馬顒部將張方從洛陽劫奪晉惠帝到長安，東海王司馬越為首的東方諸王起兵討伐河間王，司馬顒遂於永興二年（305年）下詔劉弘支援豫州刺史劉喬對抗諸軍。劉弘試圖勸說東西雙方回歸和平，於是分別寫書予劉喬以及東海王越，又上表勸說司馬顒，但都失敗。劉弘認為張方殘暴，知司馬顒必敗，於是遣使投向司馬越，表示受其節度。
永興二年（305年）十二月，劉喬被司馬越等東軍擊敗，但江東卻有陳敏起事，並派軍西上。劉弘於是自解南蠻校尉，改授給蔣超，讓他率領江夏太守陶侃及武陵太守苗光到夏口防禦；又加應詹寧遠將軍，督三郡水軍跟在蔣超大軍後方作支援。另命治中何松領建平宜都襄陽三郡兵力出屯巴東，作為羅尚後援。當時有隨郡內史扈懷等人以陶侃與陳敏同住廬江郡，且同年開始做官之事去離間劉弘和陶侃。陶侃聞訊就派了兒子陶洪及侄兒陶臻當質子送到劉弘處，但劉弘根本不懷疑陶侃的忠誠，都將他們送回去，並加陶侃為前鋒督護，讓他出抗來襲的陳恢。最終陳恢屢遭陶侃擊敗，陳敏亦再不敢窺視荊州。
永興三年（306年），朝廷進劉弘車騎將軍。同年司馬越等軍迎惠帝回洛陽，劉弘派了參軍劉盤當督護，率軍加入迎帝還京的部隊。事後劉弘以老病請求解職，但上表尚未送呈，他就於襄陽去世了。荊州人民知劉弘去世感傷心悲痛，如親人去世一様。後來荊州先後由高密王司馬略及山簡主政，山簡上任後以劉弘子劉璠得眾心，為免民眾推其為主作亂就上表令其被徵召入朝，但此後荊州卻大亂，民眾都追念劉弘。
早前，屬河間王顒一方的成都王司馬穎被顒解皇太弟，令遣還國，然而途中卻為劉弘派人所阻。而劉弘死後，成都王穎尚在關洛一帶，劉弘司馬郭勱卻打算擁其為主，弘子劉璠出兵討伐郭勱，將他消滅。一直都對劉弘有所懷疑的司馬越至此終於知劉弘之心，於是親手寫信給劉璠讚美他們，並表贈劉弘新城郡公，諡元。

## 性格特徵
- 有一次劉弘夜間起來，聽到城上有一個守夜士兵在傷心歎息，於是召他見面。劉弘於是知道他已年過六十，老病而衣衫單薄，於是責罰他的上司，並送了衣物給他。又當時藏酒室中分開了齊中酒、聽事酒及猥酒三級，它們釀造時都用一樣的麴米，但就按最終品質分成了這三級。劉弘認為既然與士兵對飲就當與他們同甘同苦，不准再為酒分等級。而劉弘每當有人事變更都會親手寫信給相關守相，親密囑咐，這令人人都很感動，都爭相到荊州，說：「得劉公一紙書，賢於十部從事。」
- 陳敏於江東起事，司馬顒派了張光當順陽太守，領兵討伐陳敏。當時南陽太守衞展就以先前劉弘將平南將軍、彭城王司马释驅離宛城[8]，已讓彭城王在東軍處說過對劉弘不利的話，建議劉弘殺害司馬顒心腹張光以明心意。然而劉弘一直敬重張光，表示宰輔失政罪不及張光，以君子不會危害人別人以換取自身安穩而拒絕加害。
- 劉弘主政荊州三年間，北方正處於八王之亂的戰亂中，而劉弘的聲威已經遍布南方。前廣漢太守辛冉竟建議劉弘作悖逆國家之事，劉弘遂大怒，斬了他。而期間又有太樂伶人來到荊州避亂，有人說可以請他們來奏樂，然而劉弘表示想起昔日劉表會杜夔作禮樂的故事，認為現在他無力支援國家危難，即使家有伎人都不應該演奏，何況天子用的禮樂。於是命郡縣安慰他們，待朝廷安定才送回本署[2]。
- 劉弘有文集三卷。

## 家庭成员

### 祖父
- 劉馥，东汉末官员，曾任揚州刺史。

### 父
- 劉靖，历东汉和曹魏两朝，官至镇北将军、假节都督河北诸軍事。封建成乡侯。

### 子
- 劉璠，东晋北中郎将。

## 刘弘墓
1991年3月在湖南省安乡县发现一座砖室墓，经考古工作者根据出土印章确定，墓主人为刘弘。出土两枚代表墓主人生前官职和爵位的金印，分别为龟纽金印“镇南将军章”和“宣成公章”以及众多的随葬品。其中两枚西晋时期的高官金印极为罕见。此外还有代表墓主人身份的铜印“刘弘”和“刘和季”。

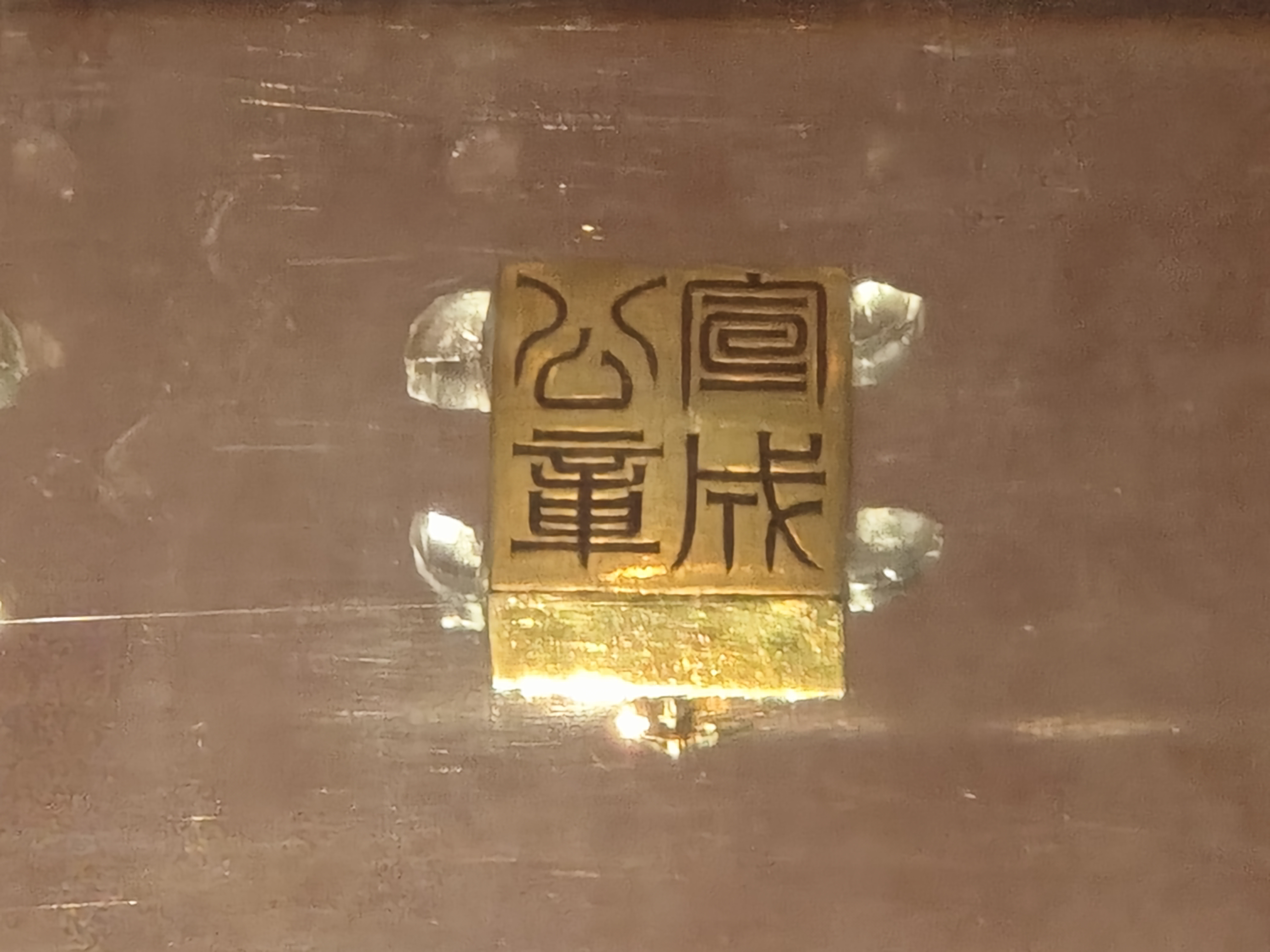
宣成公章，龟纽金印
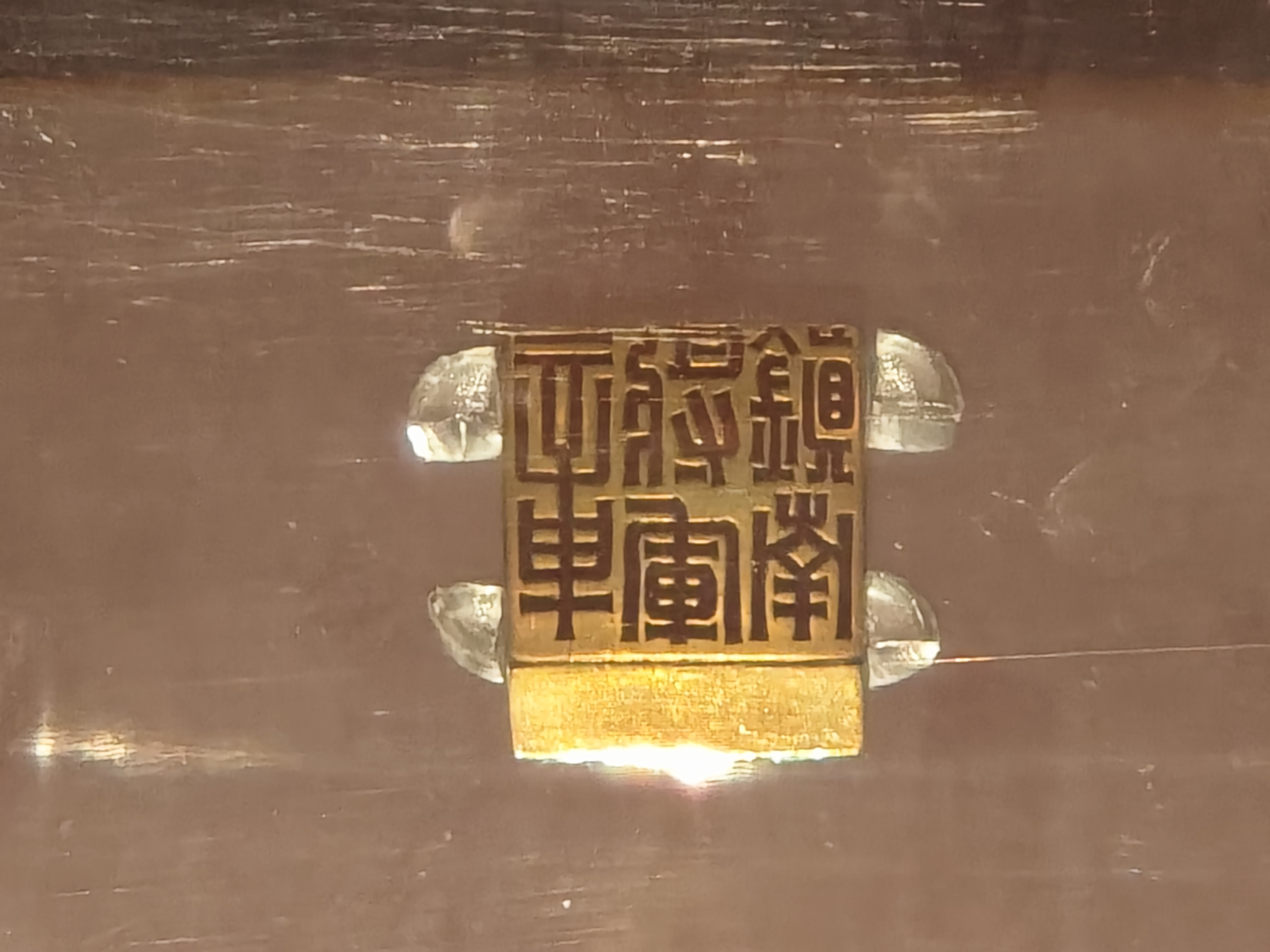
镇南将军章，龟纽金印
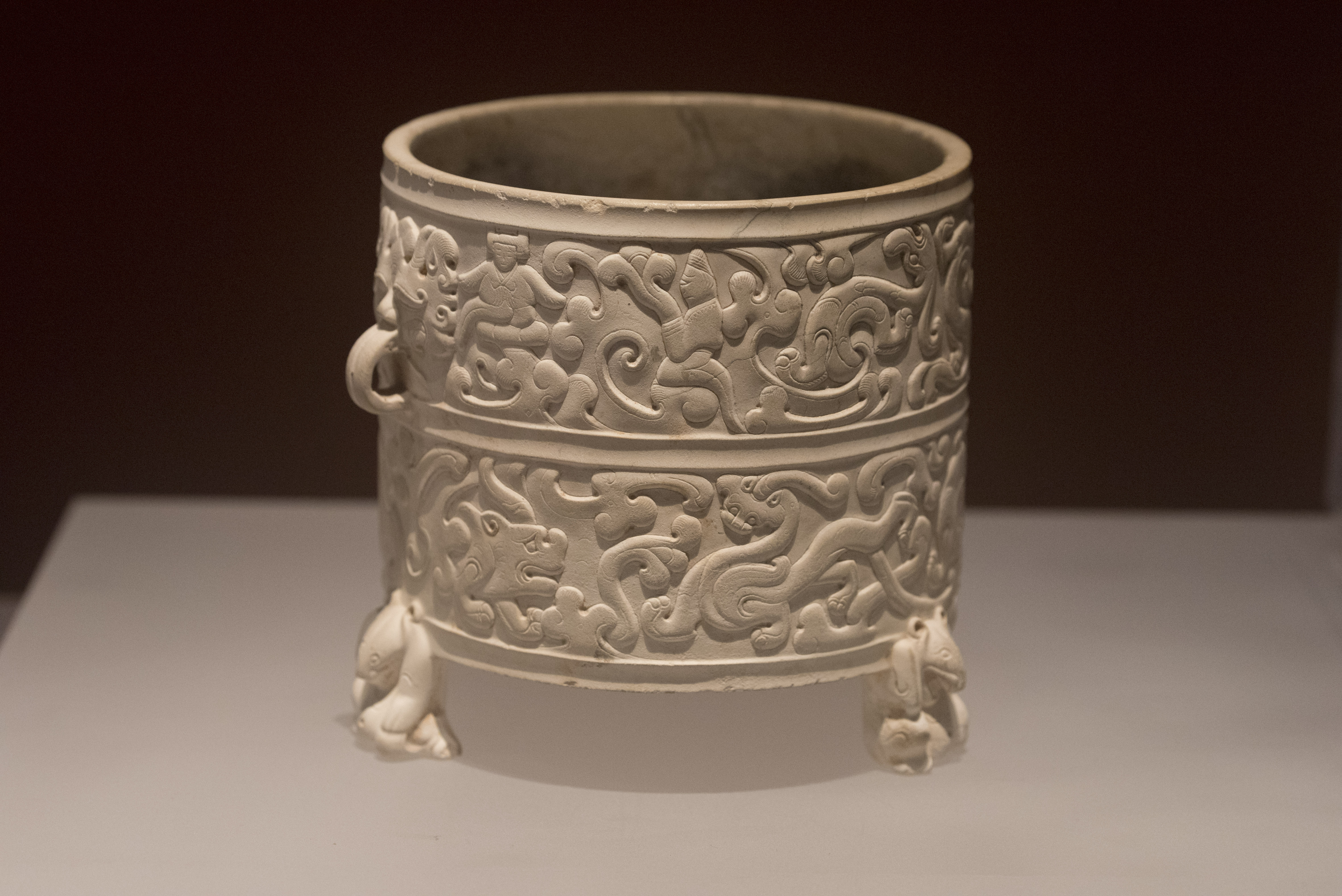
东汉神兽纹玉樽

## 评价
- 王夫之：“晋保江东以存中国之统，刘弘之力也。”[12]

## 延伸阅读
[在维基数据编辑]
 《晉書·卷066》，出自房玄齡《晉書》